# Georges Duhamel

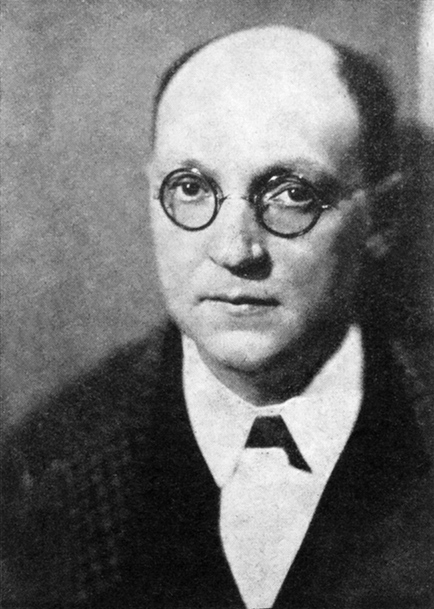
Georges Duhamel, rond 1930

Georges Duhamel (Parijs, 30 juni 1884 – Valmondois, 13 april 1966) was een Frans schrijver.

## Leven en werk
Duhamel groeide op in betrekkelijk armoedige omstandigheden te Parijs, maar was niettemin in de gelegenheid medicijnen te gaan studeren. In 1906 richtte hij met Charles Vildrac de utopische gemeenschap l'Abbaye de Créteil op en later sloot hij zich aan bij het unanisme van Jules Romains. Als legerarts maakte hij de gruwelen van de Eerste Wereldoorlog mee, waardoor hij een fundamentele afkeer kreeg van alles wat het mens zijn fysiek of moreel aantast. 
Duhamel werd vooral bekend door twee romancycli: 
- een vijfdelige cyclus rondom de antiheld Louis Salavin, in haar beschrijving van de problematiek van het onbeduidende en alledaagse ook wel gezien als een voorloper van het existentialisme;
- de tiendelige cyclus Les Chroniques des Pasquier: een fictief doch sterk autobiografisch getint dagboek van een bioloog en arts, geschreven in een sobere, klassieke stijl, vol karakterstudies en ontleding van conflictsituaties.

Het werk van Duhamel wordt gekenmerkt door een zekere tweespalt: enerzijds is er het idealisme, edelmoedigheid en pacifisme, anderzijds is er sprake van conservatisme op het gebied van de moraal, strijd voor de traditionele cultuur en wantrouwen ten aanzien van de technologische ontwikkeling. Duhamels werk wordt door critici onmiskenbaar modernistische elementen toegedicht, maar over het algemeen worden deze toch overschaduwd door zijn conservatisme, zowel naar vorm als naar inhoud.
In 1935 werd Duhamel verkozen in de Académie française.  Na de Tweede Wereldoorlog werd hij actief voor de Alliance française en gaf hij tal van lezingen over de Franse cultuur. In 1937 verleende de Universiteit van Amsterdam hem een eredoctoraat.

### Proza
- Vie des martyrs (1917)
- Civilisation (1918) (Prix Goncourt)
- La Possession du monde (1919); Nederlands: Het bezit van de wereld
- Les Hommes abandonnés (1921)
- Vie et aventures de Salavin (5 volumes) (1920-1932)
  - I. Confession de minuit; Nederlands: Middernacht
  - II. Deux hommes; Nederlands: Twee mannen
  - III. Journal de Salavin
  - IV. Le Club des Lyonnais
  - V. Tel qu'en lui même
- Les plaisirs et les Jeux (1922)
- Le prince Jaffar (1924)
- La Pierre d'Horeb (1926)
- Lettres au Patagon (1926)
- Le Voyage de Moscou (1927)
- Les sept dernières plaies (1928)
- La nuit d'orage (1928);
- Scènes de la vie future (1930); Nederlands: Toekomst
- Géographie cordiale de l’Europe (1931)
- Les jumeaux de Vallangoujard (1931)
- Querelles de famille (1932)
- Chronique des Pasquier (10 volumes) (1933-1945)
  - I. Le notaire du Havre
  - II. Le jardin des bêtes sauvages
  - III.Vue de la terre promise
  - IV. La nuit de la Saint Jean
  - V. Le desert de Bièvre
  - VI. Les Maîtres
  - VII. Cécile parmi nous
  - VIII. Le combat des ombres
  - IX. Suzanne et les jeunes hommes
  - X. La passion de Joseph Pasquier
- Fables de mon Jardin (1936); Nederlands: De tovertuin der muziek
- Mémorial de la guerre blanche (1939)
- Positions Françaises (1940)
- Lieu d'asile (1940)
- Chronique des Saisons amères (1944)
- La Musique consolatrice (1944)
- Paroles de médecin (1944)
- Inventaire de l’abîme (1944)
- Biographie de mes fantômes (1944)
- Le temps de la recherche (1947)
- semaille au vent (1947)
- Le bestiaire et l'herbier (1948)
- La pesée des âmes (1949)
- Le voyage de Patrice Périot (1950)
- Les espoirs et les épreuves (1953)
- Lumières sur ma vie  (5 volumes)
  - I. Inventaire de l'abime
  - II. Biographie de mes fântômes
  - III. Le temps de la recherche
  - IV. La pesée des Ames
  - V. Les éspoirs et les épreuves

### Poëzie
- Des légendes, des batailles (1907)
- L’homme en tête (1909)
- Selon ma loi (1910)
- Compagnons (1912)
- Elégies (1920)
- Anthologie de la poèsie lyrique française (1923)
- Les voix du vieux monde,mis en musique par Albert Doyen (1925)

### Kritieken
- Paul Claudel (1913)
- Les Poètes et la poésie (1914)
- Défense des Lettres (1937)
- Confessions sans pénitence (1941)

### Theater
- La lumière (1911)
- Dans l'ombre des statues (1912)
- Le combat (1913)
- Le cafard (1916)
- l'œuvre de athlètes (1920)
- Quand vous voudrez (1921)